# Cariri
Cariri is een van de 33 microregio's van de Braziliaanse deelstaat Ceará. Zij ligt in de mesoregio Sul Cearense en grenst aan de deelstaat Pernambuco in het zuiden en de microregio's Chapada do Araripe in het westen en noordwesten, Caririaçu in het noorden, Barro in het noordoosten en Brejo Santo in het oosten. De microregio heeft een oppervlakte van ca. 4116 km². Midden 2004 werd het inwoneraantal geschat op 503.256.
Acht gemeenten behoren tot deze microregio:
- Barbalha
- Crato
- Jardim
- Juazeiro do Norte
- Missão Velha
- Nova Olinda
- Porteiras
- Santana do Cariri

Mesoregio's: Centro-Sul Cearense · Jaguaribe · Metropolitana de Fortaleza · Noroeste Cearense · Norte Cearense · Sertões Cearenses · Sul Cearense

Microregio's: Baixo Curu · Baixo Jaguaribe · Barro · Baturité · Brejo Santo · Canindé · Cariri · Caririaçu · Cascavel · Chapada do Araripe · Chorozinho · Coreaú · Fortaleza · Ibiapaba · Iguatu · Ipu · Itapipoca · Lavras da Mangabeira · Litoral de Aracati · Litoral de Camocim e Acaraú · Médio Curu · Médio Jaguaribe · Meruoca · Pacajus · Santa Quitéria · Serra do Pereiro · Sertão de Crateús · Sertão de Inhamuns · Sertão de Quixeramobim · Sertão de Senador Pompeu · Sobral · Uruburetama · Várzea Alegre